# Zsögön Zoltán
Zsögön Zoltán (Ozsdola, 1880. szeptember 30. – Kézdivásárhely, 1951. április 11.) erdélyi magyar költő, pedagógus.

## Életpályája
Apja Bem tábornok seregében szolgált, s a családban sok szó esett az 1848–49-es szabadságharcról: ide nyúlnak vissza később kialakult patriotizmusának, Habsburg-ellenességének gyökerei. Középiskolai tanulmányait a kézdivásárhelyi Római Katolikus Gimnáziumban végezte, majd  a csíksomlyói római katolikus tanítóképzőben tanult tovább. Amikor 1905. október 7-én leleplezték a csíkmadéfalvi székely vértanúk emlékére állított szobrot, az ünnepi ódát (Bíborban rejtőző porkoláb) ő írta és szavalta el. Habsburg-ellenes, illetve Ferenc Józsefre utaló sorai miatt letartóztatták s csak Erdély akkori püspöke, gr. Mailáth Gusztáv Károly közbenjárására bocsátották szabadon. Püspöke azonban az eset után szilenciumot rendelt el: nem közölhetett, nyilvános ünnepélyeken nem vehetett részt.
Budapesten tanárképző főiskolát végzett (1903). Ezt követően előbb a csíksomlyói, ill. csíkszeredai római katolikus tanítóképzőben tanított, s amikor 1920-ban a Római Katolikus Státus iskoláját anyagi okok miatt Kézdivásárhelyre, majd Marosvásárhelyre helyezte, hűségesen követte tanintézetét. Az új nemzedék nevelésében egyre fontosabb szerepet töltött be, volt tanítványai legendás hírű tanárként emlegették. Címzetes igazgatóként vonult nyugalomba 1939-ben. Később, nyugdíjasként még visszatért a tanügybe: 1942–44-ben a marosvásárhelyi állami tanítóképzőben tanított, a második világháború után pár évig ugyanott óraadó.
A Csíkvármegyei Római Katolikus Tanítóegyesület, az Erdélyi Római Katolikus Tanítóegyesületek Szövetsége (1906–22), a Csíkszeredai Dal- és Zeneegylet elnöke volt. Verseit, cikkeit, tanulmányait a Képes Családi Lapok, Ország-Világ, a gyulafehérvári Közművelődés, a Pesti Napló, Erdélyi Tudósító, Pásztortűz, Hírnök közölte. Dalaiból Major I. Gyula, Lakatos Miklós és Székely V. Károly többet megzenésített.
Első verseskötete 1912-ben jelent meg Márton Ferenc rajzaival (Régi versek. Budapest, 1912), Ady Endre hívta fel rá a figyelmet a Nyugatban közölt recenzióban. Adyhoz és Csinszkához meleg barátság fűzte. Ady egyik levelében „írásköteles költő”-nek nevezi. Még az első világháború előtt jelent meg Új formák és a vallásos nevelés c. tanulmánya is (Gyulafehérvár 1914).
Az első világháború befejezése után, az új viszonyok közepette elszigetelődik. Nem találja meg a szerveződő írói csoportosulásokhoz vezető utat. Családi problémái kínzó magányba sodorják, s egyre ritkábban szólal meg. Második verseskötete (Isten kezében. Arad 1927) is jobbára csöndes könyv maradt. A négy ciklusba sorolt mintegy negyven vers néhány vallásos tárgyútól eltekintve útkeresését, fájdalmait, a mellőztetés érzését tolmácsolja többnyire tömör formákban. Ady hatása összetett szavaiban, önportrészerű soraiban érhető tetten.
A második világháború után Kézdivásárhelyen Mikó Gáborral megszervezte az Ady Endre Írói Kört. Írói kedve ekkor rövid időre fölvillant, de a társadalmi zaklatások következtében (kuláklistára kerül, nyugdíját megvonják) emlékei közé menekül, hogy megírhassa verses önéletrajzát, amely Széphistóriám címmel jelent meg (Budapest, 1949). A könyv IX. fejezetében az Ady és közte szövődött barátságnak állított emléket.

## Fontosabb munkái
- Régi versek (Budapest, 1912)
- Isten kezében (versek, Arad, 1927)
- Széphistóriám. Lírai regény; Egyetemi Ny., Bp., 1949